# Joseph-Henri Bouchard d'Esparbez de Lussan
Joseph-Henri Bouchard d'Esparbez de Lussan, visconte poi marchese d'Aubeterre (Parigi, 24 gennaio 1714 – Parigi, 28 agosto 1788), è stato un generale e diplomatico francese, maresciallo di Francia dal 1783.
Figlio di Charles-Louis-Henri Bouchard d'Esparbez de Lussan, marchese d'Aubeterre, e di Marie-Anne Jay, dama d'onore di Carolina d'Assia-Rotenburg, entrò dapprima nei moschettieri del Re, nella 1ª Compagnia, il 30 giugno 1730. Ottenne poi il comando di una compagnia nel Reggimento cavalleria di Peyre nel 1733 e servì per i successivi tre anni nell'Armata del Reno.
Divenuto colonnello del Reggimento fanteria di Provenza, passò all'Armata di Germania agli ordini del maresciallo Desmarets e combatté con onore nella Campagna di Boemia della guerra di successione austriaca. Accorse in aiuto di Braunau assediata e partecipò al rifornimento di Eger nel 1743. Venne ferito a un ginocchio nella difesa di Dingolfing. Rientrato in Francia terminò la campagna nell'Alta Alsazia col maresciallo de Coigny.
Passò poi in Italia col suo reggimento nel 1744, agli ordini del principe di Borbone-Conti; all'attacco di Château-Dauphin ricevette una nuova ferita, da fucile. Nominato comandante di brigata continuò la campagna in tale ruolo sotto il maresciallo Desmarets, e servì con onore in quasi tutti gli assedi che si succedettero dal 1º aprile 1745 ai primi mesi del 1746. Dopo la battaglia di Piacenza passò in Provenza con l'armata e contribuì alla difesa di tale provincia sino al marzo 1747. Tornato in Italia fu presente alla presa di Nizza, Villefranche-sur-Mer e Ventimiglia, agli ordini del maresciallo de Belle-Isle.
Creato maresciallo di campo il 1º gennaio 1748, tenente generale nel 1766, lasciò il servizio attivo per compiere missioni diplomatiche: fu inviato come plenipotenziario a Vienna, da cui tornò nell'agosto 1756, dopo aver grandemente contribuito alla stipula del trattato d'alleanza noto come Trattato di Versailles; fu quindi inviato come ambasciatore in Spagna, e creato cavaliere dell'Ordine dello Spirito Santo il 1º gennaio 1757. Tornò dall'incarico spagnolo nel 1761 per recarsi come ambasciatore e plenipotenziario al Congresso di Augusta, dove si discussero i preliminari dei trattati di pace che posero fine alla guerra dei sette anni. Chiuse la carriera diplomatica all'ambasciata di Roma. Il 28 agosto 1783 fu elevato alla dignità di maresciallo di Francia.
Dal matrimonio (4 luglio 1733) con la cugina Marie-Françoise non ebbe discendenza, e con lui si estinse la branca principale dei marchesi d'Aubeterre.